# 圖里亞 (圖里西克區)
50°56′25″N 24°27′46″E / 50.94028°N 24.46278°E
圖里亞（烏克蘭語：Турія），是烏克蘭的村落，位於該國西部沃倫州，由科韋利區負責管轄，面積0.75平方公里，海拔高度191米，2024年人口91，人口密度每平方公里214.77人。